# Sebastian Ylönen
Sebastian Ylönen (* 3. Juli 1991 in Rouen) ist ein französisch-finnischer Eishockeytorwart, der seit 2010 bei den Dragons de Rouen in der Ligue Magnus unter Vertrag steht. Sein Vater Petri Ylönen war ebenfalls ein professioneller Eishockeyspieler.

## Karriere
Sebastian Ylönen begann seine Karriere als Eishockeyspieler in seiner Heimatstadt in der Nachwuchsabteilung der Dragons de Rouen, für die bereits sein Vater gespielt hatte. Im Sommer 2007 wechselte der Torwart in die Nachwuchsabteilung des HC Amiens Somme, für dessen Profimannschaft er in der Saison 2008/09 sein Debüt in der Ligue Magnus, der höchsten französischen Spielklasse, gab. Nach einem weiteren Jahr in Amiens kehrte er zu den Dragons de Rouen zurück, mit denen er in der Saison 2010/11 den französischen Meistertitel sowie die Coupe de France gewann. In der Saison 2011/12 gewann er mit Rouen auf europäischer Ebene als Ersatztorwart den IIHF Continental Cup, wobei seine Mannschaft beim Finalturnier Gastgeber war. Für Dragons de Rouen spielte er bis Saison 2012/13. Weitere Stationen in Frankreich: Saison 2013/14 bis Saison 2016/17 für Bordeaux GHC. 
Vor der Saison 2017/18 wechselte er nach Finnland zu Lukko Rauma, wurde aber auch bei KeuPa HT eingesetzt und im Februar 2018 an Jokipojat Joensuu abgegeben. Anschließend kehrte er nach Frankreich zurück und spielte in der Saison 2018/19 für Anglet Hormadi, in der Saison 2019/20 für die Rapaces de Gap und seit 2020 für den HC Cergy-Pontoise.

### International
Für Frankreich nahm Ylönen an der U18-Junioren-Weltmeisterschaft der Division I 2009 sowie der U20-Junioren-Weltmeisterschaft der Division II 2011 teil. Bei der U20-WM 2011 erreichte er mit seiner Mannschaft den Aufstieg. Zudem war er der Torwart mit der besten Fangquote und dem niedrigsten Gegentorschnitt der Gruppe A der Division II.
Torhüter für Frankreich an der Weltmeisterschaft 2018, Weltmeisterschaft 2019, Weltmeisterschaft 2022, Weltmeisterschaft 2023 und Weltmeisterschaft 2024.

## Erfolge und Auszeichnungen
- 2011 Französischer Meister mit den Dragons de Rouen
- 2011 Coupe-de-France-Gewinn mit den Dragons de Rouen
- 2012 IIHF-Continental-Cup-Gewinn mit den Dragons de Rouen
- 2012 Französischer Meister mit den Dragons de Rouen
- 2013 Französischer Meister mit den Dragons de Rouen
- 2013 Französischer U22-Meister mit den Dragons de Rouen
- 2015 Meister der Division 1 mit Bordeaux
- 2015 All-Star-Team der Division 1

### International
- 2011 Aufstieg in die Division I bei der U20-Junioren-Weltmeisterschaft der Division II
- 2011 Niedrigster Gegentorschnitt der Division II, Gruppe A
- 2011 Beste Fangquote der Division II, Gruppe A